# Андерссон, Лиас
Ли́ас А́ндерссон (швед. Lias Andersson;13 октября 1998, Смёген, Вестра-Гёталанд) — шведский профессиональный хоккеист, нападающий клуба «Лос-Анджелес Кингз». Участник драфта НХЛ 2017 года. Сын хоккеиста Никласа Андерссона.

## Игровая карьера
Свою хоккейную карьеру Андерссон начал в клубе «Кунгэльвс», за юниорские команды которого выступал до лета 2014 года, после чего перешёл в «ХВ71». В сезоне 2015/16 юношеской хоккейной лиги Швеции Андерссон в 37 играх сумел отметиться 59 очками, что привело к его переводу в состав основной команды. В своём первом сезоне на профессиональном уровне Лиас отыграл всего 22 встречи, но уже в сезоне 2016/17 сумел закрепиться в основе команды, играя в среднем по 13 минут за матч, и стал вместе с ней победителем в розыгрыше плей-офф. 8 мая 2017 года было объявлено о переходе Андерссона во «Фрёлунду», сам Лиас объяснил этот переход любовью к клубу, представляющему его родной лен Вестра-Гёталанд, и желанием пойти по стопам отца, много лет выступавшего за «индейцев».
На международном уровне Лиас неоднократно привлекался в юниорскую и молодёжную сборную Швеции.

### Карьера в НХЛ
26 марта 2018 года Лиас дебютировал в НХЛ в матче против «Вашингтон Кэпиталз». В своей дебютной игре Андерссон сразу же забил первый гол в карьере НХЛ.

## Статистика
| Легенда | Легенда                    | Легенда | Легенда                   | Легенда | Легенда    |
| ------- | -------------------------- | ------- | ------------------------- | ------- | ---------- |
| И       | Количество проведённых игр | Штр     | Штрафное время            | +/−     | Плюс-минус |
| Г       | Голы                       | П       | Голевые передачи          | О       | Очки       |
| -       | Статистика неизвестна      | —       | Статистика не учитывалась |         |            |